# Fundação Fernando Henrique Cardoso

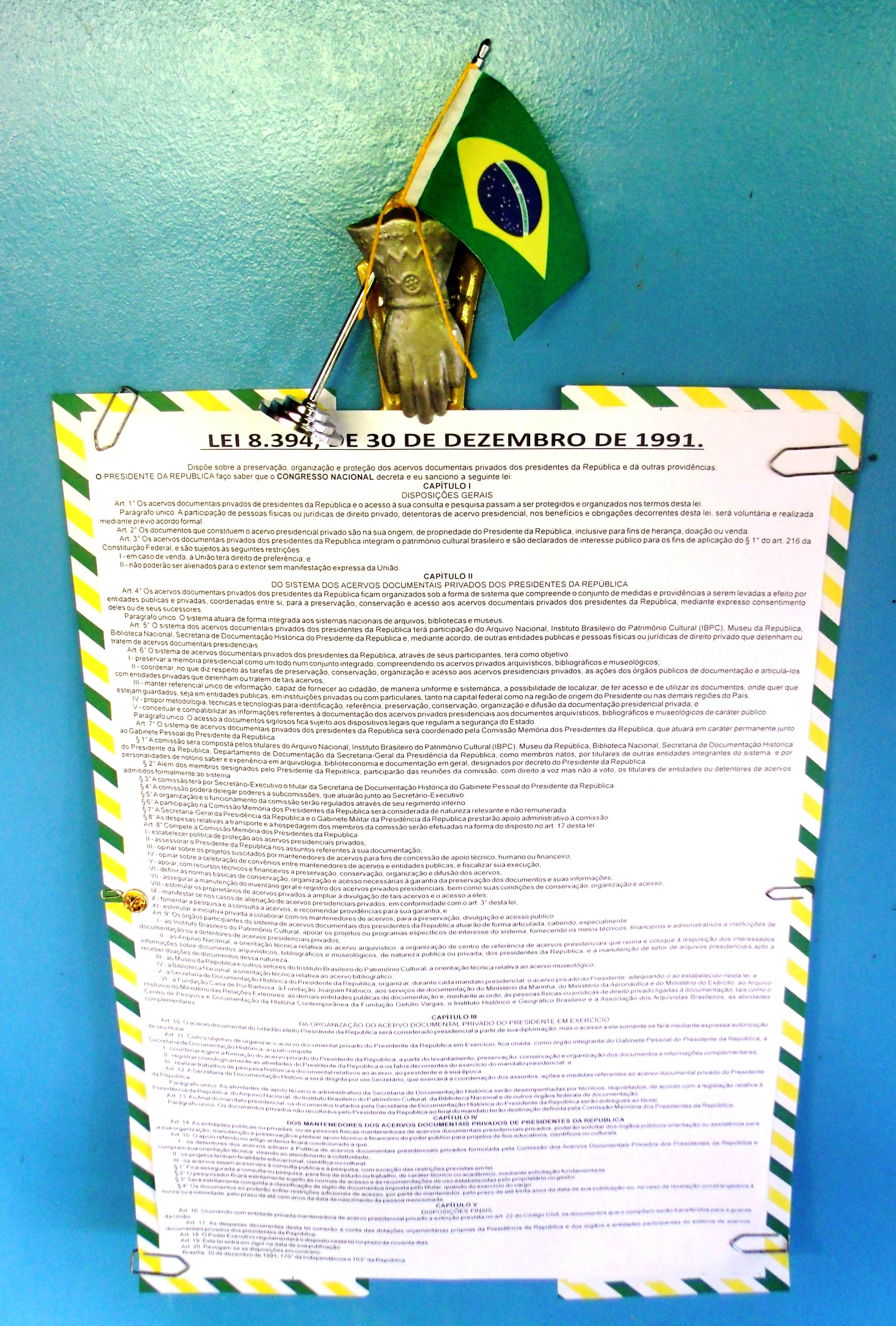
Um dos objetivos da entidade é guardar e dispor os acervos ao público como manda a Lei Brasileira dos Acervos Presidenciais

A Fundação Fernando Henrique Cardoso, anteriormente chamada de Instituto Fernando Henrique Cardoso, é uma fundação brasileira com objetivo histórico de preservar documentação relativa ao Governo Fernando Henrique Cardoso. Foi inaugurada em 2004. Nos últimos anos, tem aparecido sistematicamente na lista dos mais destacados Think Tanks do Brasil, da América do Sul e do mundo, segundo o ranking do programa de avaliação de Think Tanks da Universidade da Pensilvânia, nos Estados Unidos.
A Fundação FHC ocupa a sede do antigo Automóvel Clube de São Paulo, no tradicional edifício CBI Esplanada, projetado pelo arquiteto polonês, Lucjan Korngold, no Vale do Anhangabaú, na Zona Central de São Paulo.

## Objetivos

Documento papal conferido a FHC, uma das peças do acervo da instituição.

Sem fins lucrativos e declaradamente apartidária, a organização tem um duplo propósito:
- preservar e disponibilizar, nos termos da Lei Brasileira dos Acervos Presidenciais, os arquivos e acervos de Ruth e Fernando Henrique Cardoso, contribuindo, assim, para a documentação de parte da história da vida política e intelectual brasileira
- produzir e disseminar conhecimento sobre os desafios do desenvolvimento e da democracia no Brasil, em sua relação com o mundo.

Para tanto, realiza exposições, eventos educativos, debates interdisciplinares, estudos e produz publicações.
Entre os palestrantes, estão:
- políticos de expressão internacional: Bill Clinton, Lionel Jospin, António Guterres, Julio Sanguinetti e Carlos Mesa, entre outros;
- intelectuais de renome em todo o mundo: Manuel Castells, Kenneth Rogoff, Moisés Naím, Albert Fishlow, Timothy Garton Ash, Michael Pettis, Joseph Nye e Martin Wolf, entre outros;
- políticos e intelectuais brasileiros: Marina Silva, Pedro Malan, Bolívar Lamounier, Paulo Delgado, Edmar Bacha, Armínio Fraga, Pérsio Arida, Ilan Goldfajn, Gustavo Loyola, Luiz Gonzaga Belluzzo, Nelson Jobim, José Goldemberg, Luiza Bairros, André Lara Resende, Gustavo Franco, Eugênio Bucci, Claudia Costin, Maria Helena Guimarães de Castro, Jorge Bittar, Hélio Bicudo e Antônio Barros de Castro, entre outros.

A instituição já publicou mais de 30 livros e de 50 documentos, entre artigos acadêmicos e estudos.

## Organização
As atividades da Fundação FHC contam com a participação de alunos de ensino médio, de graduação e pós-graduação; de professores e pesquisadores; de intelectuais e formadores de opinião; empresários, membros de governos, políticos e líderes da sociedade civil.
Administrativamente, a Fundação FHC compreende:
1. um conselho curador, que determina suas linhas de atuação
2. um conselho fiscal, que supervisiona a gestão dos recursos econômicos
3. uma diretoria, responsável por supervisionar suas atividades diárias
4. uma equipe executiva.

O custeio de suas atividades e das despesas correntes  da Fundação se dá por meio dos rendimentos financeiros do fundo de dotação ou de doações e patrocínios feitos por instituições privadas e, no caso da documentação dos arquivos de Ruth e Fernando Henrique Cardoso, de captação de recursos federais através da Lei Rouanet[carece de fontes?].

## Histórico
A organização foi lançada em novembro de 2002, ao fim do governo presidencial de Fernando Henrique, em jantar no Palácio da Alvorada. Na ocasião, foram arrecadados com empresários um total de 7 milhões de reais. Oficialmente, o Instituto Fernando Henrique Cardoso foi fundado em 2004.
Inicialmente, constituiu-se como sociedade civil de direito privado, sem fins lucrativos. Em 2010, tornou-se uma Fundação. Com isso, passou à supervisão da Curadoria de Fundações do Ministério Público. Desde sua inauguração, a Fundação FHC já realizou mais de 200 seminários. As gravações da maioria deles encontram-se disponíveis no site da instituição.
Em 2007, a Fundação FHC inaugurou o programa Diálogos com um Presidente, no qual alunos do segundo e do terceiro anos do ensino médio de escolas públicas e privadas – selecionadas de acordo com sua classificação no Exame Nacional do Ensino Médio (Enem) – visitam as instalações da Fundação e participam de uma conversa com Fernando Henrique Cardoso. No mesmo ano, foi lançado o projeto Plataforma Democrática, cujo objetivo é fortalecer uma cultura democrática na América Latina e a capacidade de compreensão dos fenômenos políticos atuais no subcontinente.
No biênio 2008-2009, destacaram-se a ampliação do projeto Plataforma Democrática e o lançamento do programa História Oral, que visa a registrar, em depoimentos, a experiência de pessoas que desempenharam funções importantes nos dois governos de Fernando Henrique Cardoso ou estiveram associadas à sua trajetória intelectual.
Em 2010, a instituição inaugurou a exposição Um plano real: a história da estabilização do Brasil a qual – tendo como fio condutor os sucessivos planos contra a inflação até a criação do real, reconstitui a história econômica e política recente do país, desde o movimento das Diretas Já até o final do último mandato de Fernando Henrique Cardoso.
Além disso, A Fundação FHC organizou, com o apoio do Instituto Sergio Motta, um novo banco de documentos sobre o processo de privatização das telecomunicações.